# Striga gesnerioides
Striga gesnerioides là loài thực vật có hoa thuộc họ Cỏ chổi. Loài này được (Willd.) Vatke miêu tả khoa học đầu tiên năm 1875.

## Hình ảnh

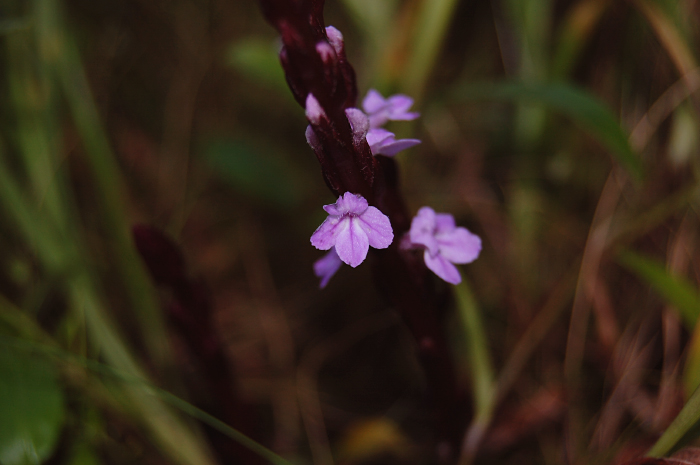
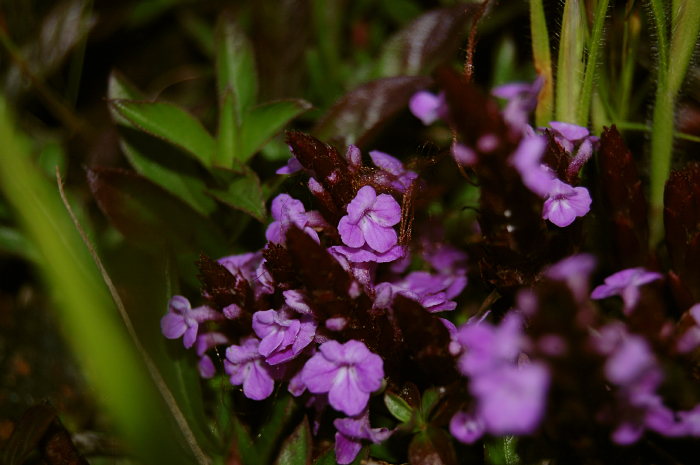
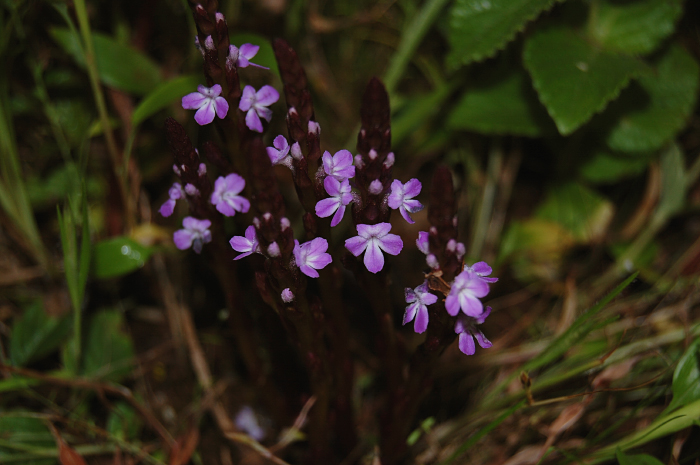
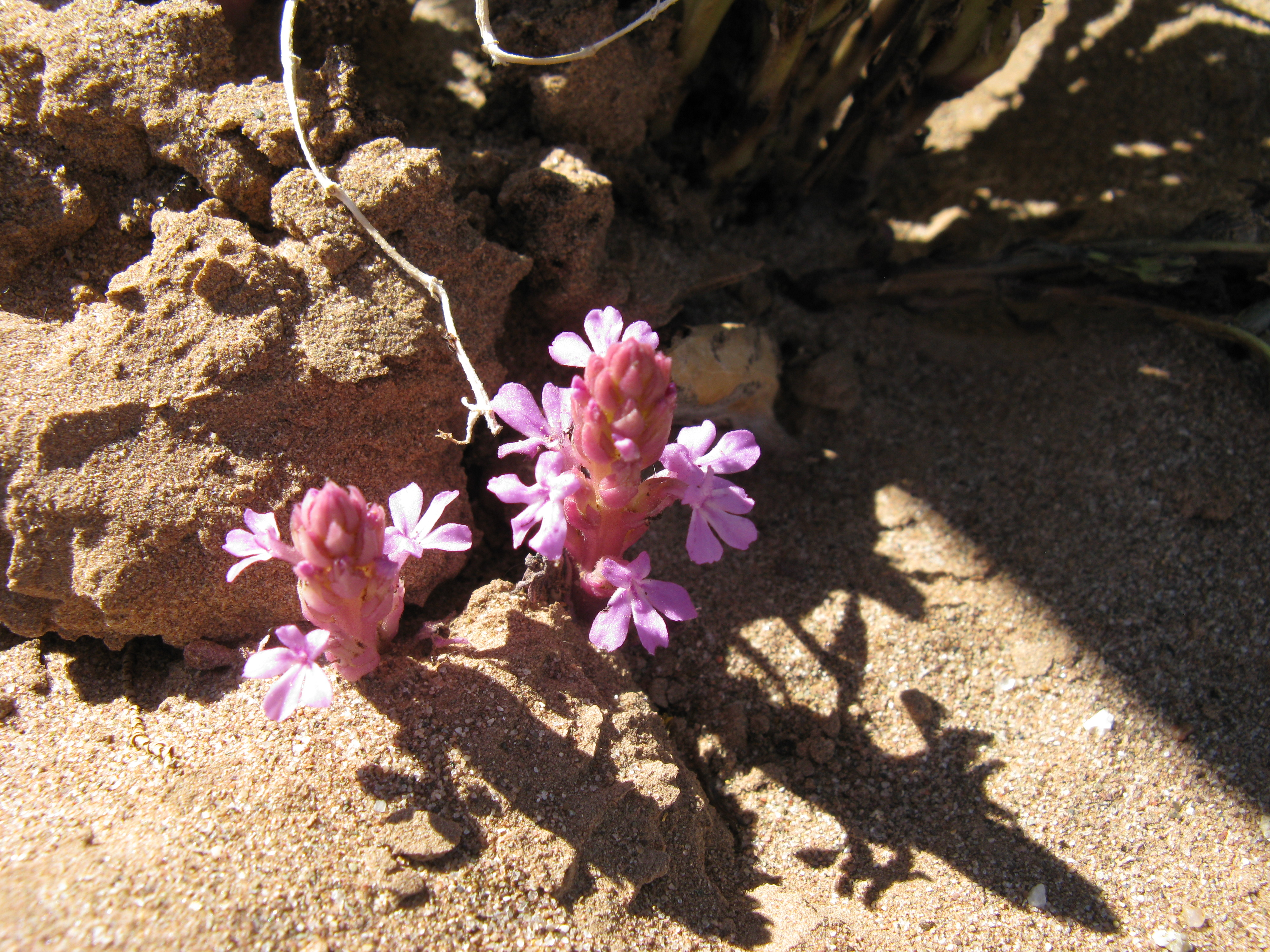